# 2С41 «Дрок»
2С41 «Дрок» — Российский самоходный 82-мм миномет, созданный на базе бронеавтомобиля «Тайфун» с колёсной формулой 4х4, ЦНИИ «Буревестник» (г. Нижний Новгород) из состава корпорации «Ростех», при участии ряда других предприятий. Предназначен для уничтожения живой силы, огневых средств и легкобронированной техники, а также ослепления наблюдательных пунктов и задымления освещенной местности.

## Вооружение
Вооружен 82-мм минометным модулем. Также имеет дистанционно-управляемый модуль с 7,62 мм пулеметом.
На крыше автомобиля с обеих сторон устанавливаются по шесть дымовых гранат.

## История
Впервые широкой публике 2С41 «Дрок» был представлен в декабре 2016 года. На одной из выставок министерства обороны показали целый набор макетов перспективной техники. Один из них представлял самоходный миномет 2С41 «Дрок».
В начале июля 2023 года государственная корпорация «Ростех» приступила к передаче в войска Российской Федерации первой партии 82-миллиметровых самоходных минометов 2С41, для оснащения артиллерийских батарей.

## Операторы
- Россия
  - Сухопутные войска Российской Федерации (Первая партия получена в июле 2023 года)